# Hellraiser 2 : Les Écorchés
Série Hellraiser
Le Pacte
(1987) Hellraiser 3
(1992)
Pour plus de détails, voir Fiche technique et Distribution.
Hellraiser 2 : Les Écorchés (Hellbound: Hellraiser II) est un film d'horreur américano-britannique réalisé par Tony Randel, sorti en 1988. Il s'agit du deuxième film de la saga Hellraiser, inspirée du roman homonyme de Clive Barker.
Le film commence alors que Kristy a assisté aux monstrueux assassinats de son père et de sa belle-mère par son oncle, Frank, elle est placée en centre psychiatrique, l'institut Channard. Mais apparemment son docteur, qui n'est autre que le directeur de l'institut, semble connaître le secret de la boîte. Il va alors ressusciter la belle-mère de Kristy et tenter d'ouvrir la boîte à l'aide de Tiffany, une jeune autiste spécialisée dans la reconstitution des puzzles. Mais quand la boîte s'ouvre, elle plonge les protagonistes dans le monde de Léviathan…

## Synopsis
Vers la fin des années 1920, le capitaine Eliott Spencer (Doug Bradley) de l'armée britannique ouvre une boîte de puzzle dans sa hutte. Des chaînes et des crochets émergent et le transforment en cénobite, Pinhead.
Dans les années 1980, Kristy Cotton (Ashley Laurence) se réveille à l'Institut Channard, un hôpital psychiatrique, où elle est interrogée sur les événements qui ont conduit à la destruction de sa maison, dans laquelle on n'a retrouvé qu'un matelas sanglant. Kristy dit à la police que son oncle, Frank, a ouvert une boîte de puzzle vers une autre dimension peuplée par des monstres nommés cénobites qui torturent les humains. L'histoire de Kristy rend les enquêteurs incrédules, et ils prennent le matelas comme un élément de preuve de sa folie. Kristy est ensuite remise au docteur Phillipe Channard (Kenneth Cranham) et son assistant Kyle MacRae (William Hope), lequel est frappé par la vue de cette jeune fille.
Cette nuit-là, Kristy traite en amie une autre patiente, Tiffany (Imogen Boorman), une jeune semi-catatonique avec une habileté incroyable pour résoudre des énigmes. Plus tard, dans sa chambre, Kristy découvre un message écrit avec du sang indiquant : « Je suis en enfer. AIDEZ-MOI ». Estimant qu'il a été envoyé par son père, Kristy raconte son histoire à Kyle, qui l'encourage à parler au docteur Channard au sujet des cénobites. À l'insu de Kyle, le docteur Channard sait déjà ce qui s'est passé, et est obsédé par la boîte qui ouvre un portail au royaume cénobite. Il recueille tous les éléments d'information qu'il peut obtenir à ce sujet.
Kyle se rend à la maison du docteur Channard pour parler avec lui, et découvre sa « salle au trésor » de l'attirail cénobite récupéré. Alors que Kyle se cache, le docteur Channard arrive avec le matelas sanglant sur lequel Julia est morte et donne un scalpel à un patient qui se mutile jusqu'aux os : Julia surgit du royaume cénobite de sous le matelas et dévore le patient. Kyle s'échappe et raconte tout à Kristy, qui encourage Kyle à l'aider à sortir de l'institut afin qu'elle puisse arrêter Julia.
À la maison, Kristy explore la salle du docteur où elle découvre et prend une photo d'Eliott Spencer. Pendant ce temps, Kyle rencontre Julia, désormais presque entièrement restaurée à sa forme humaine. Julia séduit Kyle et commence à le dévorer tandis qu'ils s'embrassent, complétant ainsi sa régénération. Kristy surgit dans la pièce, mais ses retrouvailles avec Julia (« Viens voir maman ! ») sont interrompues par l'arrivée du docteur Channard avec Tiffany. Le docteur Channard donne à Tiffany la boîte de puzzle, qu'elle ouvre rapidement. Pinhead et ses acolytes cénobites arrivent, mais s'abstiennent de nuire à Tiffany, sachant que le docteur Channard l'a forcée à les appeler. Kristy, le docteur Channard et Julia se sauvent tout bonnement dans le domaine cénobite, suivis par Tiffany.
Dans le royaume des cénobites, Kristy cherche son père, tandis que Julia indique au docteur Channard les plaisirs sado-masochistes qui l'attendent. Julia explique que le royaume cénobite est un gigantesque labyrinthe dans un vide orageux, ce qui est appelé l'enfer, et ordonné par Léviathan, une entité divine que prend la forme d'une balise en forme de losange flottant au-dessus du labyrinthe. Julia sacrifie le docteur Channard à Léviathan, l'obligeant à se transformer en un cénobite. Le Léviathan le saisit au moyen d'un énorme tentacule, et Channard cénobite se met à la recherche de Kristy.
Kristy trouve quant à elle son oncle Frank, qui explique que son père n'est pas là et qu'il a lui-même écrit le message pour attirer Kristy à lui. Après un bref combat, Julia arrive et arrache le cœur de Frank pour se venger de sa propre mort. Kristy et Tiffany tentent de s'échapper, mais sont saisies par Julia. Une lutte s'ensuit, et la chair de Julia est arrachée comme un gant, la faisant chuter dans une soufflerie.
De retour à l'hôpital, Kristy et Tiffany sont piégées par Pinhead et son entourage, qui décident à nouveau de s'emparer de Kristy. Kristy leur montre la photo d'Eliott Spencer, amenant les cénobites à se rappeler qu'ils étaient autrefois humains. Touchés par cette révélation, ils tentent de protéger Kristy lorsque le docteur Channard arrive et s'en prend à elle. Une bagarre s'ensuit, au cours de laquelle les cénobites sont tous tués, revenant à leur forme humaine. Pinhead parvient à conjurer le docteur Channard assez longtemps pour que Kristy et Tiffany s'échappent, après quoi il est finalement tué.
À l'hôpital, Kristy et Tiffany découvrent que le royaume cénobite a commencé à passer dans le monde réel, comme le docteur Channard a fourni à tous les patients des copies de la boîte de puzzle pour qu'il les ouvrent. Tiffany décide de retourner en enfer et de fermer la boîte de puzzle, dans l'espoir que cela arrêtera le docteur Channard. Tiffany est alors attaquée par lui, mais Julia apparaît et commence à l'embrasser. Cela donne l'occasion pour Tiffany de refermer la boîte de puzzle. Léviathan commence à se transformer en un cube, coupant ses liens avec le docteur Channard ; sa tête est arrachée par un tentacule. Tiffany tombe mais est sauvée par Julia, qui se révèle être Kristy portant la peau de Julia. Kristy et Tiffany s'échappent par le portail qui se referme.
Un peu plus tard, Kristy et Tiffany sont sorties de l'hôpital, Tiffany ayant retrouvé sa lucidité. Pendant ce temps, les déménageurs tentent de déménager la salle du docteur Channard, quand l'un d'eux se déplace à proximité du matelas et est aspiré à l'intérieur. Un pilier complexe monte à la surface, contenant les cénobites et les damnés qui se tordent, et des visages déformés (y compris ceux de Pinhead et de Julia écorchée). Tandis que le pilier tourne, il révèle le visage du vagabond avec la voix de l'homme qui a initialement vendu la boîte de puzzle à Frank, lui demandant : « Qu'est-ce qui vous ferait plaisir monsieur ? ».

## Fiche technique
Sauf indication contraire, les informations mentionnées dans cette section peuvent être confirmées par la base de données cinématographiques IMDb,  présente dans la section « Liens externes ».
- Titre original : Hellbound: Hellraiser II
- Titre français : Hellraiser 2 : Les Écorchés
- Réalisation : Tony Randel
- Scénario : Peter Atkins, d'après l'histoire de Clive Barker
- Musique : Christopher Young
- Direction artistique : Andy Harris
- Décors : Michael Buchanan
- Costumes : Jane Wildgoose
- Photographie : Robin Vidgeon
- Montage : Tony Randel
- Production : Christopher Figg et David Barron

Production déléguée : Clive Barker et Christopher Webster
- Sociétés de production : Film Futures et Troopstar ; New World Pictures (coproduction)
- Société de distribution : New World Pictures
- Pays de production :  Royaume-Uni,  États-Unis
- Langue originale : anglais
- Format : couleur
- Genre : horreur et fantastique
- Durée : 97 minutes
- Dates de sortie :
  - Canada : 9 septembre 1988 (Festival international du film de Toronto)
  - États-Unis : 23 décembre 1988
  - Royaume-Uni : 16 juin 1989
  - France : 5 juillet 1989
- Classification : interdit aux moins de 16 ans lors de sa sortie en France

## Distribution
- Ashley Laurence (VF : Séverine Morisot) : Kristy Cotton
- Clare Higgins : Julia Cotton
- Kenneth Cranham : Channard
- Imogen Boorman : Tiffany
- Sean Chapman : Frank
- William Hope : Kyle
- Doug Bradley : Pinhead
- Nicholas Vince : Chatterer, le cénobite
- Simon Bamford : Butterball, le cénobite
- Barbie Wilde : la cénobite femelle
- Angus MacInnes : Détective Ronson
- Oliver Parker : un déménageur

## Production
Le tournage a lieu aux studios de Pinewood dans le comté du Buckinghamshire, en Angleterre.

## Accueil
Le film est sélectionné dans la catégorie « Midnight Madness » et présenté le 9 septembre 1988 au festival international du film de Toronto, au Canada. Il sort le 23 décembre 1988 à Los Angeles et New York, aux États-Unis. Au Royaume-Uni, il sort le 16 juin 1989 et, en France, le 5 juillet 1989.